# بارنهویل لا برتران
بارنهویل لا برتران (به فرانسوی: Barneville-la-Bertran) یک کمون (فرانسه) در فرانسه است که در canton of Honfleur واقع شده‌است. بارنهویل لا برتران ۴٫۱۸ کیلومتر مربع مساحت دارد ۴۰ متر بالاتر از سطح دریا واقع شده‌است.